# 真空蒸馏

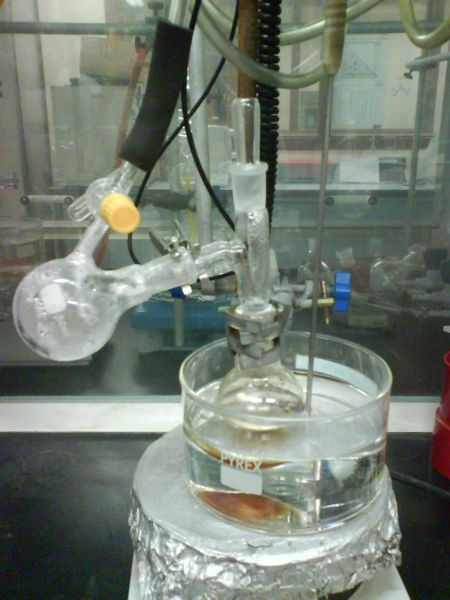
圖1：一大气压二甲亚砜在189°C沸腾，瓶内处于真空状态，接受瓶只有70°C

真空蒸馏是种使待分离液体上方压强小于其蒸汽压的蒸馏方法。这方法适用于蒸汽压大于环境压力的液体。待分离液体沸点降低，真空蒸馏不一定需要加热。

## 实验室
实验室將真空蒸馏用于沸点太高或温度接近沸点时易起反应的液体。β-胡萝卜素等对高温敏感的物质須以真空蒸馏分离，可防止高温造成的化学反应。真空蒸馏比普通蒸馏有更少残留物。

## 工业
工业真空蒸馏有几項优点 ，沸点相近的混合物可能需要多級平衡级来分离出关键物质，而真空蒸馏可以减少平衡级数目。炼油厂使用的真空蒸馏塔直径可达约14米，高度可达50米，每天可处理16萬桶原油。
在大多数系统，压力降低而相对挥发度升高。真空蒸馏增加了许多应用中关键产物的相对挥发度，相对挥发度越高就越易分离不同产物。意味真空蒸馏可以更少步骤达到蒸馏塔相同的分离效果。

圖2：煉油廠典型乾燥真空蒸餾塔簡化動畫

一些反应的产物在高温下会有副反应，真空蒸馏在工业上还可以在低压下降低分离物质所需的温度。

### 石油炼制中的真空蒸馏
原油是由上百种不同烃类组成的复杂混合物，分子通常由3到60粒碳原子构成，少部分烃会超出此范围。原油炼制开始于在所谓的常压蒸馏塔中蒸馏原油，其操作压力略高于常压。
真空蒸馏也称为 “低温蒸馏”。
蒸馏原油时，不要让原油的温度高于370到380°C很重要，在此温度以上原油中的高分子量组分会热裂解形成石油焦。形成的焦炭会阻塞加热炉管，加热炉是用于加热原油蒸馏塔的进料物流的。阻塞还会发生在加热炉到蒸馏塔的管路和塔本身。
可通过限制入口原油的温度低于370到380°C来约束，这些原油是来自常压蒸馏塔底部的完全由烃组成的沸点高于370到380°C的渣油。
为进一步蒸馏常压蒸馏塔的渣油，必须在绝压低至10到40mmHg（也称托）的条件下蒸馏，这样才能限制工作溫度低于370到380°C。
图2是炼油厂真空蒸馏塔的简化流程图，它描述了塔的内部结构；图3是炼油厂真空蒸馏塔的照片。
真空蒸馏塔中10到40mmHg的绝压提高了单位蒸馏液体体积中形成蒸汽的体积，这种塔的直径非常大。
像图1和图2的蒸馏塔，直径可达15米以上，高度可达50米，进料速度可达每日25400m³（16萬桶）。
真空蒸馏塔内部必须保证良好的汽液接触，同时维持塔顶至塔底很低的压力增量。因此，真空塔使用只从塔的侧面抽出产品（也称侧线产物）的蒸馏塔盘。大部分塔用填料汽液接触，因为这种填料的压降比蒸馏塔盘低。填料既可以是整齐的金属片，也可以是随机填充的填料，如拉西环（Raschig rings）。
真空塔10到40mmHg的绝压以多级蒸汽喷射器來实现。
炼油工业外的其他工业通常使用尺寸小得多的真空蒸馏塔。

## 脚注
1. ↑  Laurence M. Harwood, Christopher J. Moody.  Illustrated edition. WileyBlackwell. 1989: 147–149. ISBN 978-0632020171.
2. ↑  Distillation （页面存档备份，存于） (CU Boulder Organic Chemistry Teaching Labs)
3. ↑  Vacuum Distillation: New Method for Analyzing Organic Chemicals in a Wide Array of Samples （页面存档备份，存于） (United States Environmental Protection Agency)
4. ↑  What is vacuum distillation? （页面存档备份，存于） (Argonne National Laboratory's NEWTON Ask-A-Scientist)
5. ↑  Karl Kolmetz, Andrew W. Sloley et al. (2004), Designing Distillation Columns for Vacuum Service, 11th India Oil and Gas Symposium and International Exhibition, September 2004, Mumbai, India (also published in Hydrocarbon Processing, May 2005)
6. ↑  James G, Speight.  Fourth. CRC Press. 2006. 0-8493-9067-2.
7. ↑  Kister, Henry Z.  1st. McGraw-Hill. 1992. ISBN 0-07-034909-6.
8. ↑  Gary, J.H. and Handwerk, G.E.  2nd. Marcel Dekker, Inc. 1984. ISBN 0-8247-7150-8.
9. ↑  Leffler, W.L.  2nd. PennWell Books. 1985. ISBN 0-87814-280-0.
10. ↑  Karl Kolmetz, Andrew W. Sloley et al (2004), Designing Distillation Columns for Vacuum Service, 11th India Oil and Gas Symposium and International Exhibition, September 2004, Mumbai, India (also published in Hydrocarbon Processing, May 2005)
11. ↑  Photo gallery 的存檔，存档日期2009-02-07. (from website of Graham Manufacturing Company)